# جزيرة كالي الجنوبية
جزيرة كالي الجنوبية وهي جزيرة من جزر إندونيسيا، وتقع في المحيط الهندي غرب جاوة في إقليم بنتن.